# Pachypodium bispinosum
Pachypodium bispinosum är en oleanderväxtart som först beskrevs av Carl von Linné d.y., och fick sitt nu gällande namn av A. Dc.. Pachypodium bispinosum ingår i släktet Pachypodium och familjen oleanderväxter. Inga underarter finns listade i Catalogue of Life.